# François Jouffroy
François Jouffroy (1 de fevereiro de 1806 - 25 de junho de 1882) foi um escultor francês.
Jouffroy nasceu em Dijon, França, filho de um padeiro, e frequentou a escola de desenho local antes de ser admitido na École des Beaux-Arts de Paris em 1824. Em 1832, ganhou o Prix de Rome. Jouffroy teve que competir imensas vezes com Pierre-Jean David d'Angers por encomendas do estado, mas durante o Segundo Império (1851-1870) ainda participou na decoração de vários edifícios públicos.
Ele foi professor na École des Beaux-Arts de 1865 até à sua morte. Entre os seus alunos estavam Per Hasselberg, Jean Dampt, Léopold Morice, Augustus Saint-Gaudens, José Simões de Almeida (Tio), António Soares dos Reis, Elisa de Lamartine, e Adrien Étienne Gaudez . Jouffroy morreu em Laval, Mayenne em 1882.

## Galeria de imagens

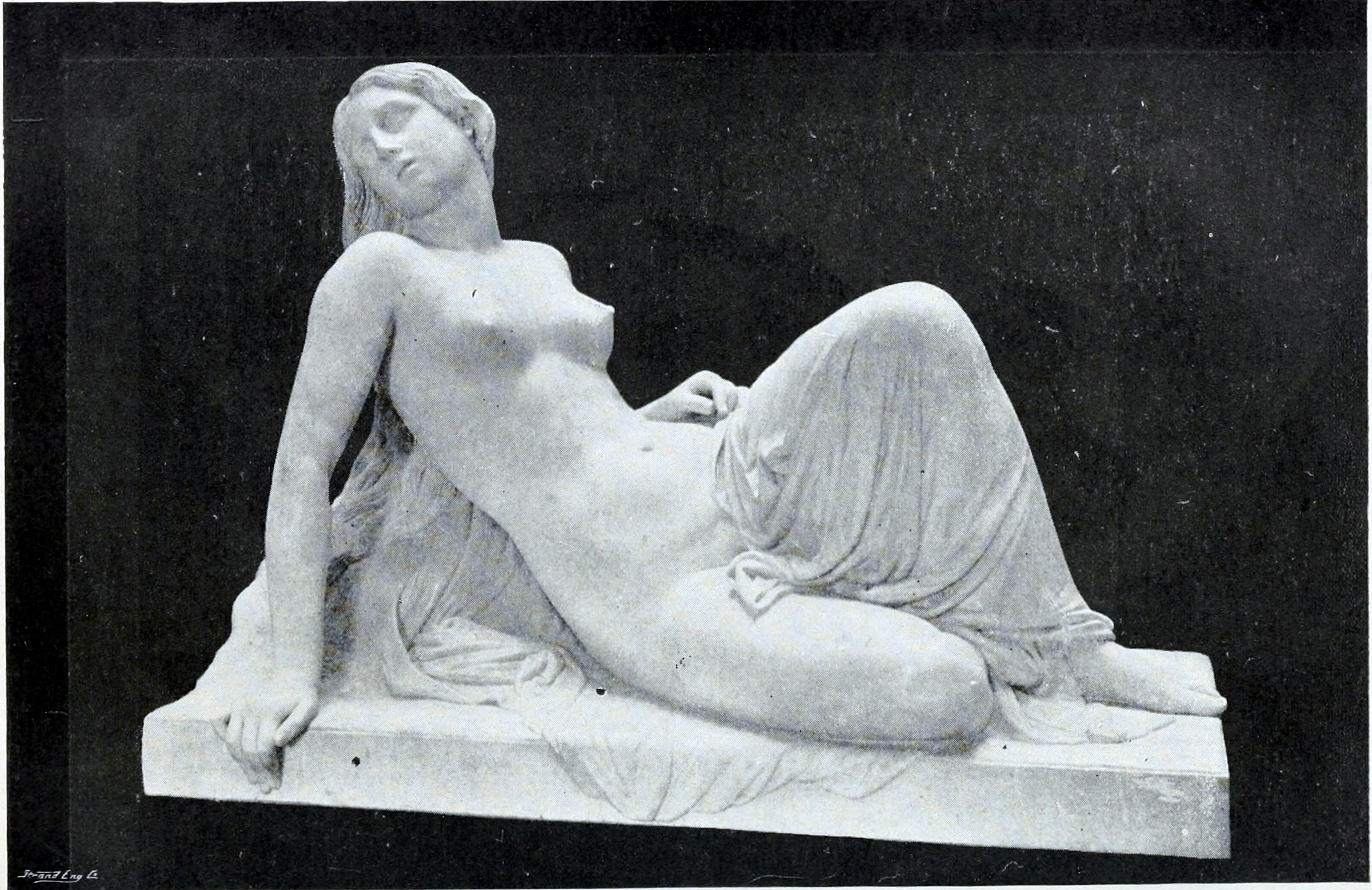
"Ariane abandonada"
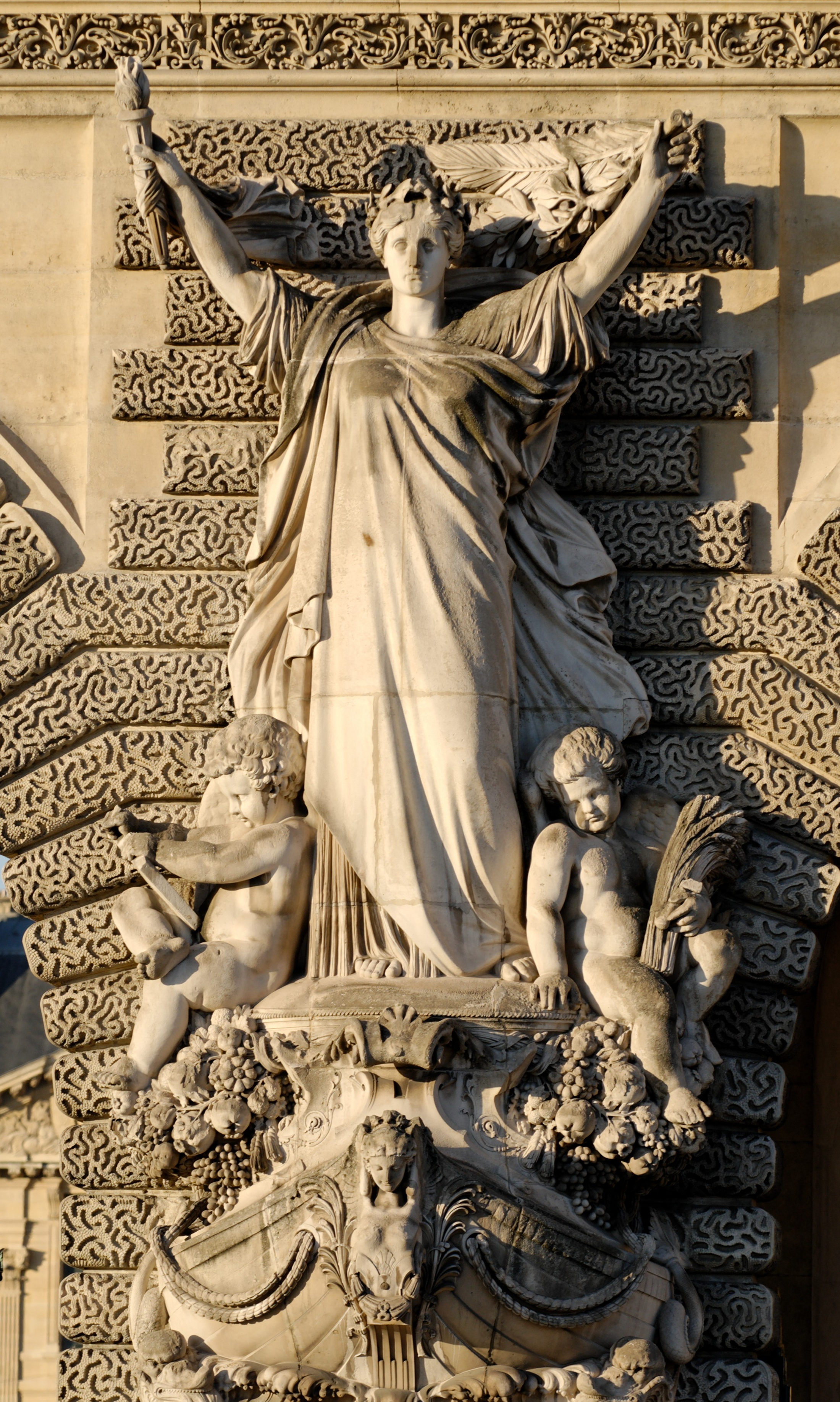
"Comerciante Marinho"
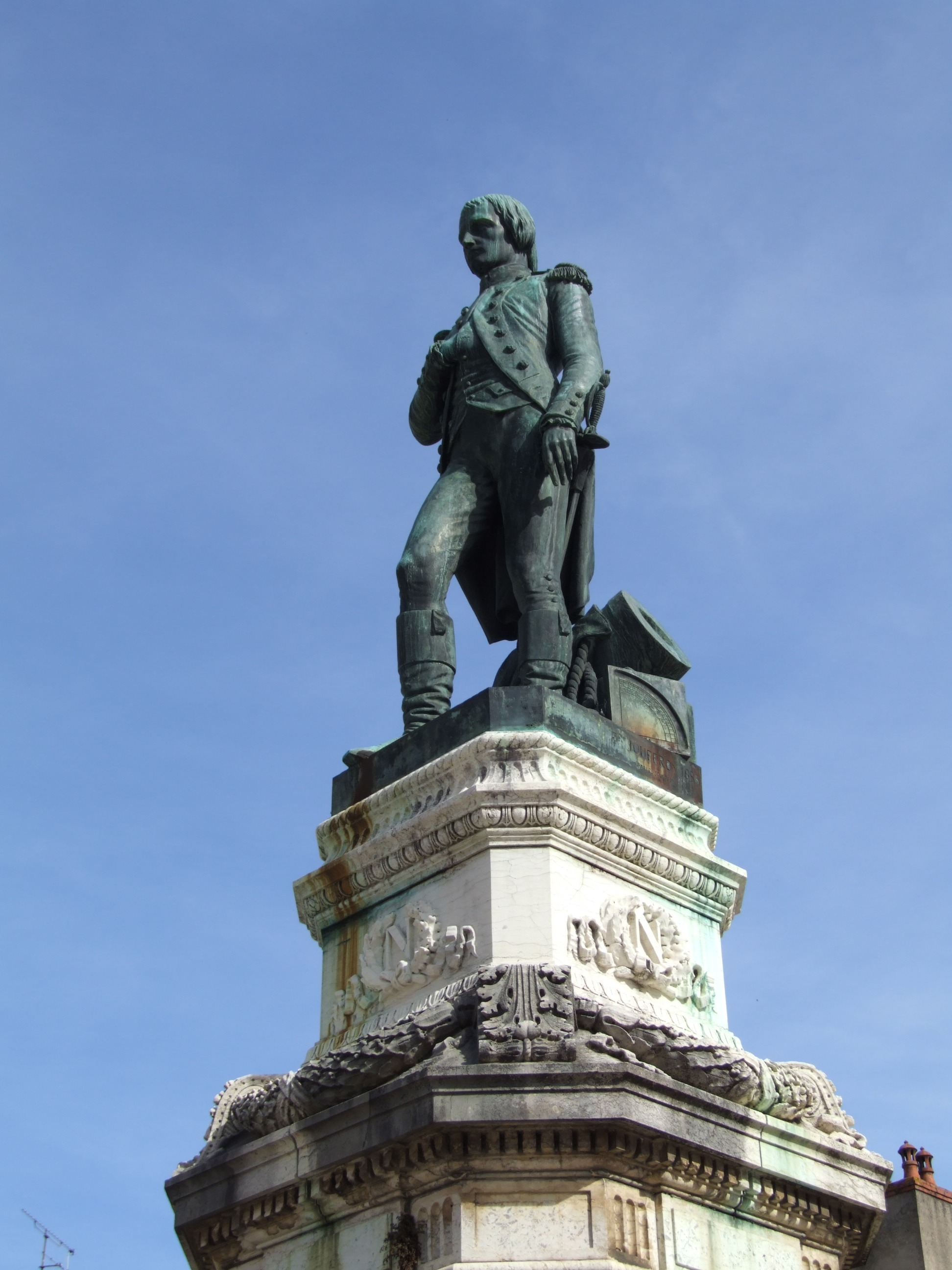
Bonaparte
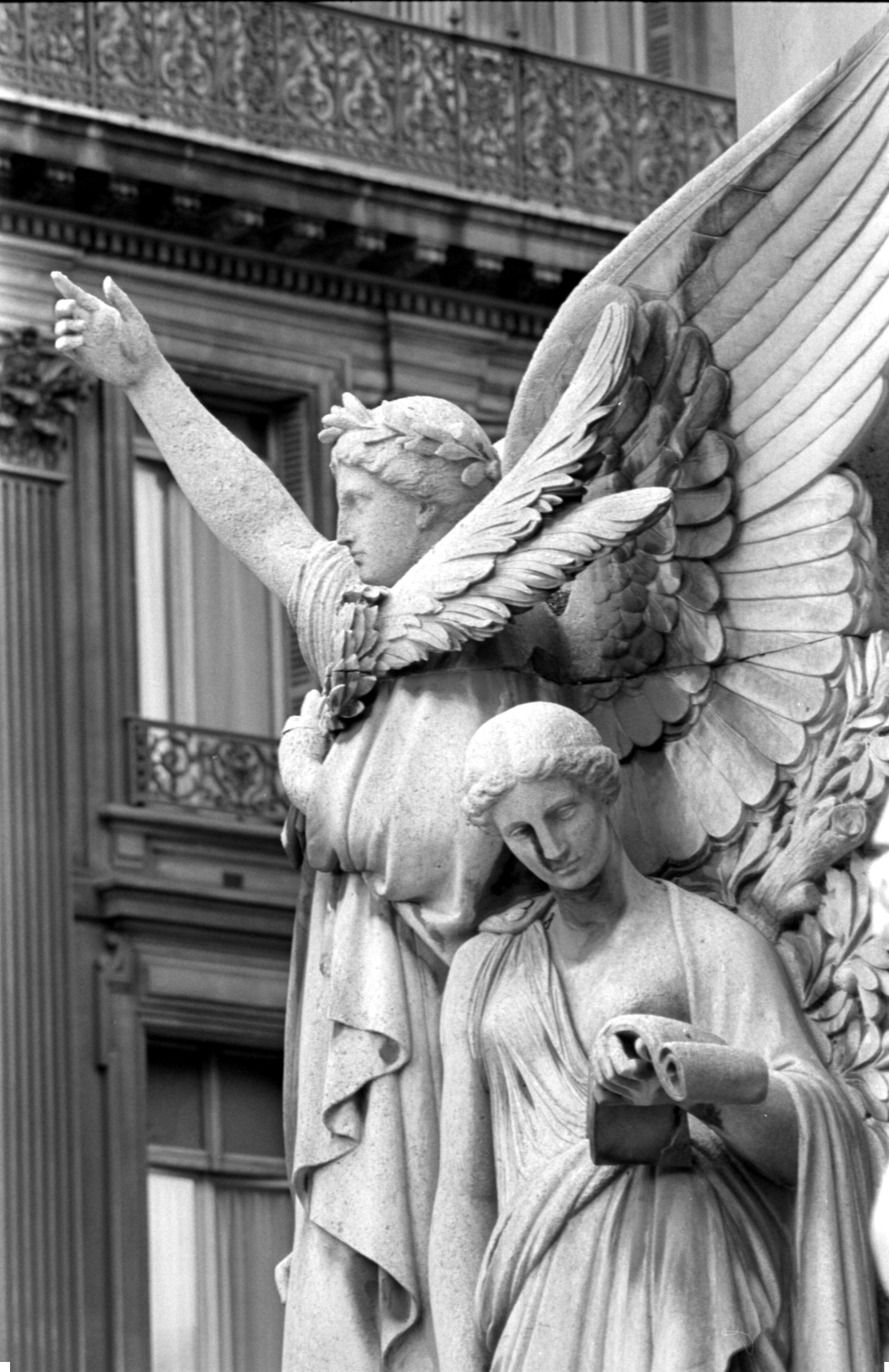
Ópera de Paris
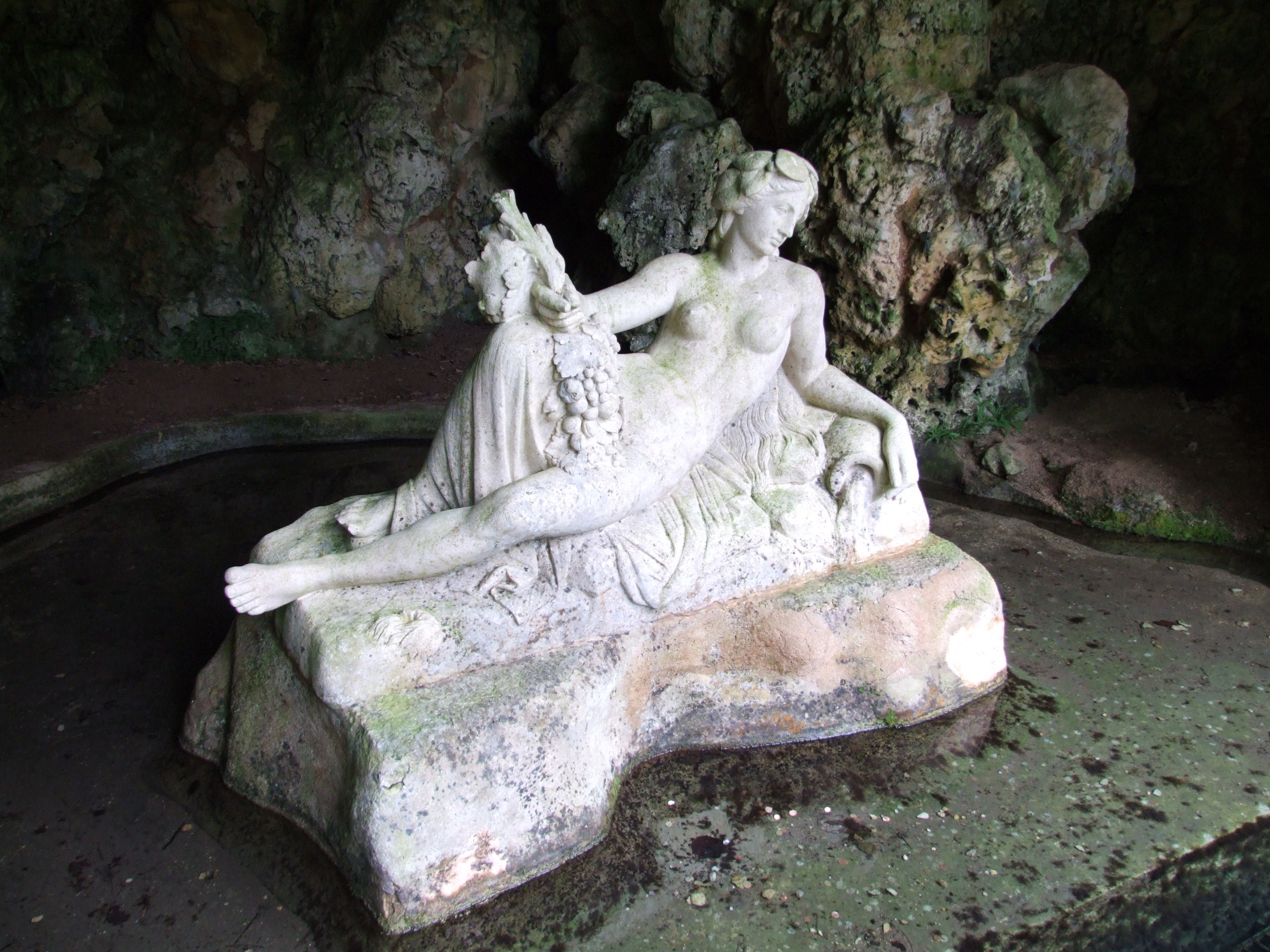
"Fonte do Sena"
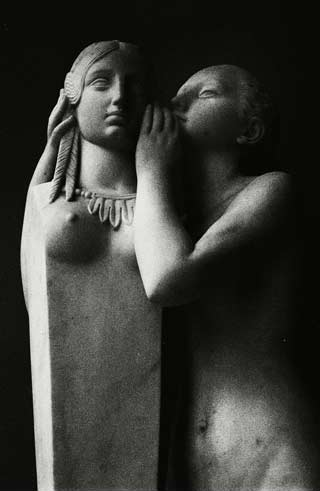
"Premier-secret-confie-a-Venus"